# ليندسي هانسن بارك
ليندسي هانسن بارك (بالإنجليزية: Lindsay Hansen Park)‏ هي مؤرخة أمريكية، ولدت في 1981.